# Ida (St. Maria im Kapitol)

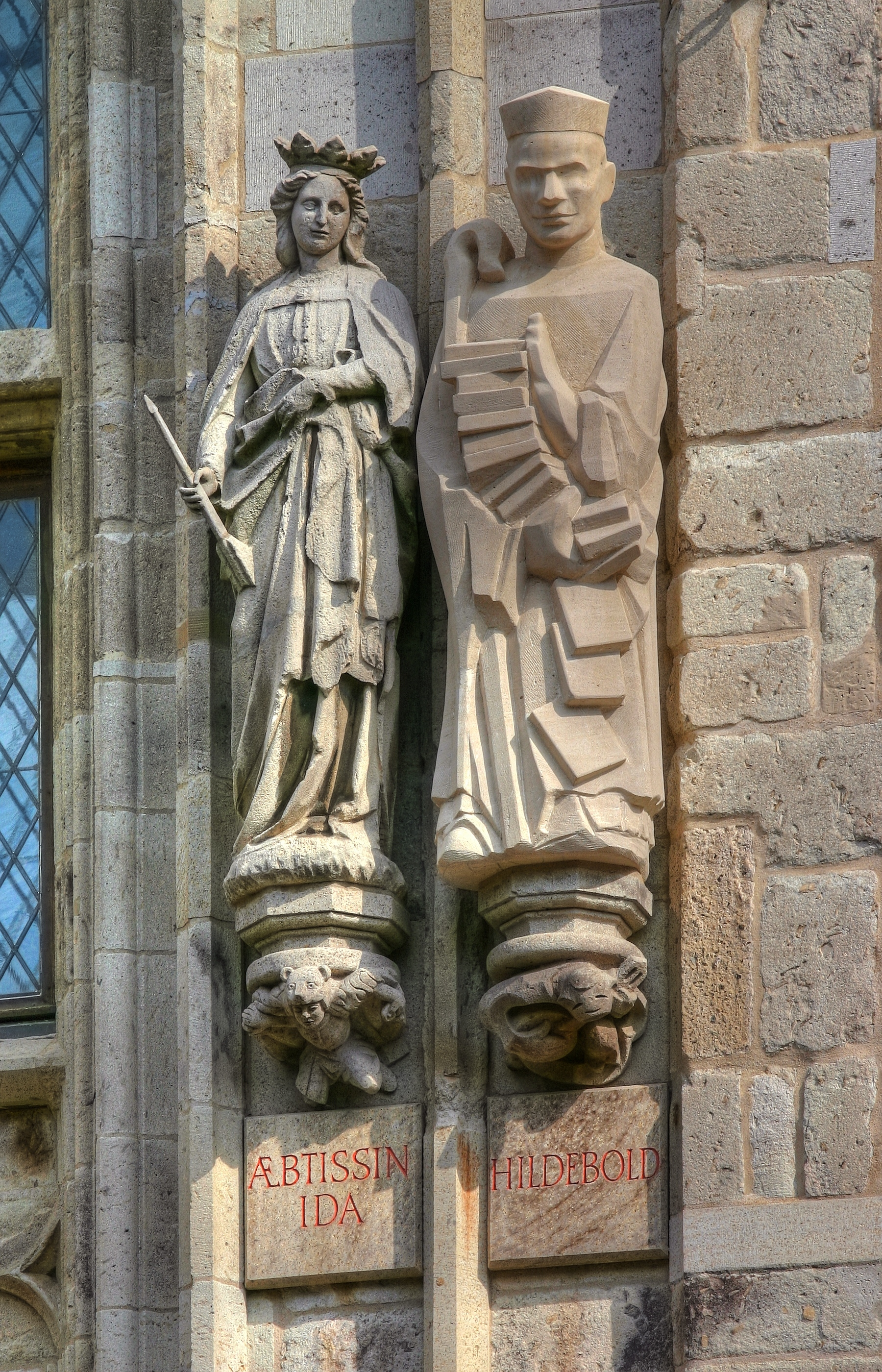
Äbtissin Ida und der Kölner Erzbischof Hildebold am Turm des Kölner Rathauses

Ida (* vor 1025; † 7. oder 8. April 1060) war eine bedeutende Äbtissin des Kölner Stifts St. Maria im Kapitol. Die von ihr erhaltenen Kunstwerke gehören zu den herausragenden Schätzen der Epoche.

## Biografie
Ida war eine Tochter des Pfalzgrafen Ezzo und Mathildes, der Schwester Kaiser Ottos III. und Enkelin des Kaisers Otto II. und der Theophanu. Somit war sie die Nichte Ottos III. Sie gehörte eben der Familie der Ezzonen an, die durch die Hochzeit Ezzos mit einem Mitglied der kaiserlichen Familie im 11. Jahrhundert am Niederrhein große Bedeutung erlangte. Ida, vermutlich eine der jüngeren Töchter Ezzos, und ihre Schwester Sophia wurden im Kloster Gandersheim erzogen. Beide verließen Gandersheim 1026 und traten in das Kloster St. Maria Altenmünster in Mainz ein. Aufgrund eines Konflikts zwischen dem Erzbischof von Mainz und dem Bischof von Hildesheim mussten Ida und ihre Schwester 1027 nach Gandersheim zurück, nur um wenig später wieder in Mainz zu erscheinen. Diesmal blieb Ida längere Zeit in Mainz, erst nach dem Tod Aribos 1031 einigte man sich mit dem neuen Erzbischof Bardo auf eine Rückkehr Idas (ihre Schwester Sophia war inzwischen verstorben) nach Gandersheim. Dort wurde Ida zwischen 1031 und 1038 Äbtissin des Marienklosters, eines Eigenklosters des Stifts Gandersheim. Ihre Weihe erhielt sie von Bischof Godehard von Hildesheim, der am 5. Mai 1038 verstarb.
Zu einem unbekannten Zeitpunkt übernahm sie zusätzlich die Leitung des Kölner Stifts St. Maria im Kapitol, vermutlich durch Vermittlung ihres Bruders, des Kölner Erzbischofs Hermann II. Wie ihre Schwester Theophanu in Essen und Gerresheim (1039–1058) hatte Ida möglicherweise beide Würden gleichzeitig inne. Ida verstarb am 7. oder 8. April 1060 und wurde in der Kirche St. Maria im Kapitol bestattet. Die Grabinschrift ist in einer auf dem Original basierenden Fassung aus dem 18. Jahrhundert überliefert:
Ossa / Beatae Idae / Quam / B. Erenfriedus Com. Palat. Ex Mathilde / Augg Ottonium II F. III Sorore / Filiam / Hermannus II Archiep. Col. / Sororem / Illustre hoc collegium Capitolinum / abbatissam / habuit / S. Adelheidis cui. carissima fuerat. vita et gubernatione imitatricenem / A MLX hoc in templo / condita. / Ex antiquo tumolo ad venerationem populi / olim iuxta muri imborealem elevato / huc translata / A MDCCLXVI.
Gebeine / der seligen Ida / welche / der Selige Erenfried Pfalzgraf Von Mathilde / des erhabenen Otto des II Tochter, des III. Schwester / zur Tochter hatte / Hermann II Erzbischof / zur Schwester / dieses angesehene Collegium des Capitols / zur Äbtissin / die hl. Adelheid, der sie sehr teuer war, hatte sie in Leben und Amtsführung zur Nachahmerin / Im Jahre 1060 in diesem Tempel / bestattet. / Aus dem alten Grab zur Bewunderung durch das Volk /, das einst an der Nordwand errichtet, / hierhin umgebettet / Im Jahr 1746.
Die Inschrift betont, ähnlich wie die ihrer Schwester Theophanu, Idas Abstammung aus dem Kaisergeschlecht der Ottonen. Als Idas Vorbild wird ihre Vorgängerin Adelheid von Vilich genannt, die zwischen 1010 und 1021 Äbtissin in St. Maria im Kapitol war und deren Kult Idas Schwester Mathilde, Äbtissin von Vilich, stark gefördert hatte.

## Idas Wirken

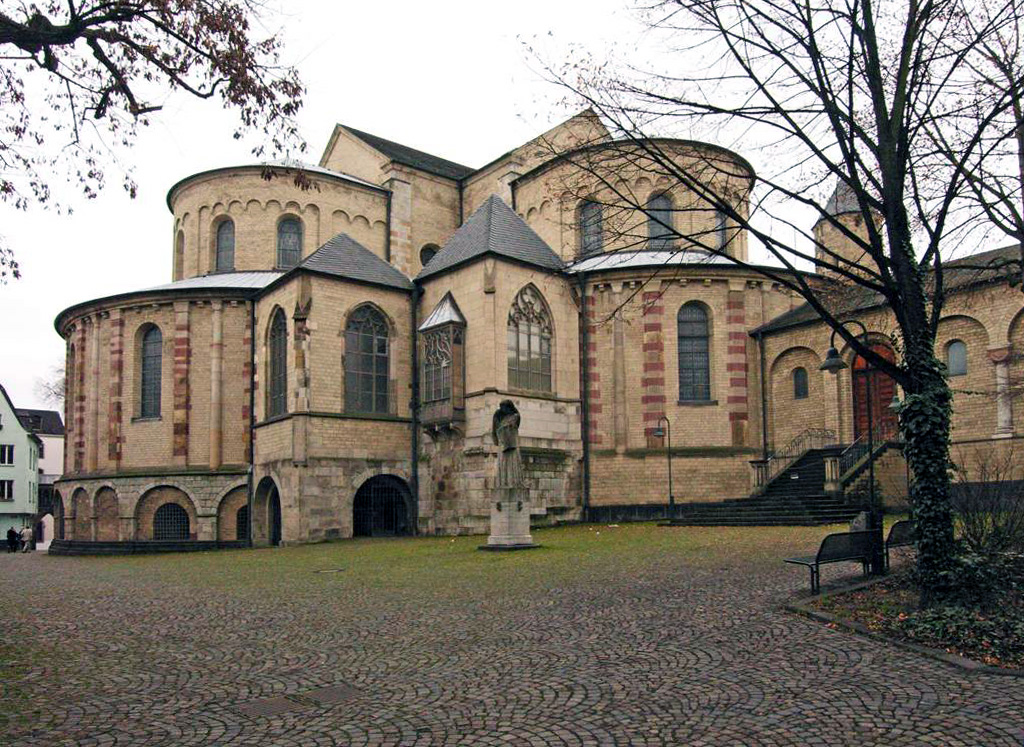
Die Ostanlage von St. Maria im Kapitol entstand unter Ida. Die Dreikonchenanlage zitiert die Geburtskirche in Bethlehem.

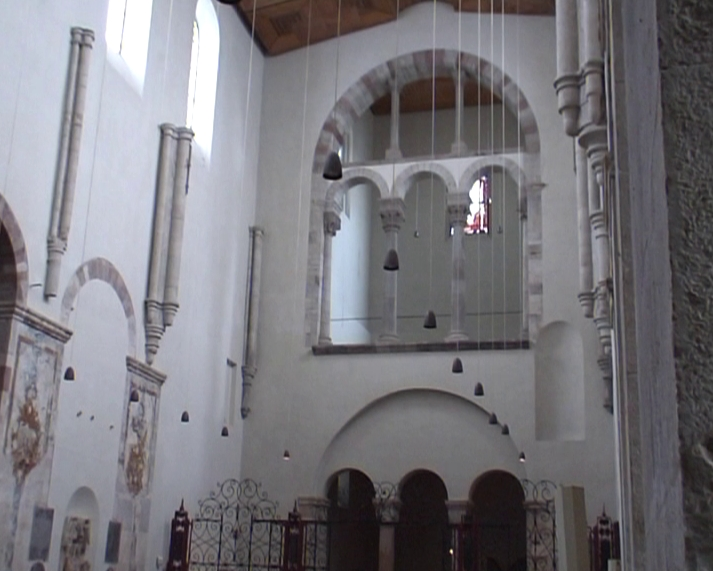
Die Säulenstellung zitiert das Aachener Oktogon

Ida war wie ihre Schwester Theophanu in Essen und ihr Bruder Hermann in Köln als Stifterin besonders aktiv. Ida ließ, vermutlich zusammen mit Hermann, die Kirche St. Maria im Kapitol neu bauen. Der Bau weist zahlreiche Bezüge auf Herrschaftssymbole auf, wie etwa im Westbau mit einem Zitat der Säulenstellung des Emporengeschosses der Aachener Pfalzkapelle. Die Maße der Dreikonchenanlage des Ostbaus von St. Maria im Kapitol sind eine exakte Kopie der Geburtskirche in Bethlehem, während die Krypta die des Speyerer Doms zitiert.
Ida stiftete zudem die Ausstattung ihrer neuen Kirche, von der sich zwei Stücke erhalten haben. Die Holztür von St. Maria im Kapitol gehört zu den bedeutendsten Schnitzwerken des 11. Jahrhunderts, heute befinden sie sich an der Westwand des südlichen Seitenschiffs der Kirche. Die Türflügel tragen auf der Vorderseite je 13 Bildtafeln, die die Jugend und die Passion Christi darstellen. Dabei stellen sie den idealen christlichen Herrscher dem unchristlichen Herrscher in Person des Herodes gegenüber. Ebenfalls zur Ausstattung der Kirche gehörte das Hermann-Ida-Kreuz, welches sich heute im Kölner Diözesanmuseums befindet. Auf diesem ist eine Sanctimoniale, die mit dem Namen Ida bezeichnet ist, abgebildet, da diese Inschrift jedoch nachträglich angebracht wurde, wird es meist als Geschenk Hermanns an sie angesehen.
Ida stiftete jedoch auch außerhalb ihres eigenen Stiftes. Beim Kreuz der Idasäule im Essener Dom, von dem noch die Inschriftstafel und kleine Reste vorhanden sind, war lange strittig, ob Ida oder eine gleichnamige Essener Äbtissin, die etwa 100 Jahre früher lebte, dieses gestiftet hat. Das Kapitell der Säule weist starke Ähnlichkeiten mit denen von St. Maria im Kapitol auf. Auch die erhaltene Inschriftstafel schien eher auf ein Entstehen im 11. Jahrhundert zu deuten, wird inzwischen aber in das 10. Jahrhundert datiert. Nachdem eine Analyse der im Essener Kapitelskreuz geborgenen Reliquien ergab, dass diese aus dem Idakreuz und dem 10. Jahrhundert stammen, wird eine Beteiligung der Kölner Äbtissin an der Entstehung des Idakreuzes inzwischen ausgeschlossen.
Auch der Hidda-Codex des Stifts Gerresheim wird Ida zugeschrieben. Der Codex entstammt der Kölner Buchmalerschule. Seine Datierung ist strittig, jedenfalls vor 1056, da eine Urkunde ihrer Schwester Theophanu († 1058) zugunsten Gerresheims, die vom Kölner Erzbischof Anno II. (im Amt ab 1056) bestätigt wurde, in den Codex als Abschrift eingetragen wurde. Ida ist zudem in dem Memorialverzeichnis des Stifts Gerresheim genannt. Möglicherweise entstand der Codex jedoch vor 1030 und damit zu einem Zeitpunkt, als Ida noch unfreiwillig Stiftsfrau in Gandersheim war.
Auch der Hitda-Codex aus dem Stift Meschede, der heute in Darmstadt aufbewahrt wird, wird in Zusammenhang mit Ida gebracht. Auch dieser Codex gehört der Kölner Malschule an, seine Datierung ist jedoch umstritten. Teilweise wird eine Datierung zwischen 1000 und 1020 vertreten, der mit Idas Abbatiat nicht in Einklang zu bringen ist, teilweise wird jedoch eine Datierung nach 1035 vertreten, nach der Ida als Stifterin möglich ist. Die Stifterin hatte Bezug zu Köln, wo Ida mit einem passenden Namen auffällt, Idas Bruder Hermann hat sogar nachweislich das Stift Meschede beschenkt. Beuckers hielt Ida als Stifterin des Codex für überwiegend wahrscheinlich. Inzwischen wird vorgeschlagen, den Hitda-Codex als Frühwerk der Kölner Buchmalerstudie anzusehen und um 970 zu datierten, wobei Hitda als Hidda, die Mutter des Kölner Erzbischofes Gero identifiziert wird.
Insgesamt sind Idas Stiftungen von herausragender künstlerischer Qualität. Ihre Stiftungen sind meist mit der erzbischöflichen Politik Hermanns, dem sie wohl auch ihr Abbatiat in Köln verdankte, verknüpft, wie sich besonders deutlich bei St. Maria im Kapitol zeigt.
Ida ist eine der Statuen, die Außen am Turm des Kölner Rathauses angebracht sind. Diese Figuren repräsentieren wichtige Persönlichkeiten der Stadt.